# TRH
TRH (англ. Thyrotropin releasing hormone) – білок, який кодується однойменним геном, розташованим у людей на 3-й хромосомі. Довжина поліпептидного ланцюга білка становить 242 амінокислот, а молекулярна маса — 27 404.
| 10         |  | 20         |  | 30         |  | 40         |  | 50         |
| ---------- |  | ---------- |  | ---------- |  | ---------- |  | ---------- |
| MPGPWLLLAL |  | ALTLNLTGVP |  | GGRAQPEAAQ |  | QEAVTAAEHP |  | GLDDFLRQVE |
| RLLFLRENIQ |  | RLQGDQGEHS |  | ASQIFQSDWL |  | SKRQHPGKRE |  | EEEEEGVEEE |
| EEEEGGAVGP |  | HKRQHPGRRE |  | DEASWSVDVT |  | QHKRQHPGRR |  | SPWLAYAVPK |
| RQHPGRRLAD |  | PKAQRSWEEE |  | EEEEEREEDL |  | MPEKRQHPGK |  | RALGGPCGPQ |
| GAYGQAGLLL |  | GLLDDLSRSQ |  | GAEEKRQHPG |  | RRAAWVREPL |  | EE         |

A: Аланін

C: Цистеїн

D: Аспарагінова кислота

E: Глутамінова кислота

F: Фенілаланін

G: Гліцин

H: Гістидин

I: Ізолейцин

K: Лізин

L: Лейцин

M: Метіонін

N: Аспарагін

P: Пролін

Q: Глутамін

R: Аргінін

S: Серин

T: Треонін

V: Валін

W: Триптофан

Кодований геном білок за функцією належить до гормонів. 
Секретований назовні.